# Erioptera (Meterioptera) angustifascia
Erioptera (Meterioptera) angustifascia is een tweevleugelige uit de familie steltmuggen (Limoniidae). De soort komt voor in het Australaziatisch gebied.